# قازار توخاته‌تسی
غازار توخاتسی (ارمنی: Ղազար Թոխաթեցի؛  زادهٔ ۱۵۵۰ - درگذشته ۱۶۱۰) نویسنده اهل ارمنستان بود.

## زندگی‌نامه
وی  در ۱۵۵۰ در توقات به دنیا آمد .  وی در ۱۶۱۰ در سن سالگی درگذشت.

## یادداشت
1. ↑  Թոքաթ